# Општина Саду
Општина Саду (рум. Sadu) је општина у округу Сибињ у Трансилванији, у Румунији.
Општина се налази на надморској висини од 437 метара, у подножју планине Киндрел, 27 km јужно од окружног седишта, Сибиња.

## Становништво и насеља
Општина Саду је у попису 2011. године имала 2.365 становника (према попису из 2002. године је имала 2.472 становника). Већина становника су Румуни (96,91%), а за 2,24% становништва етничка припадност није позната. Већина становника су православци (97,25%).
Општина се састоји из једног насеља:
- Саду - седиште општине